# ここまでおいで
『ここまでおいで』(Love That Pup、1949年10月1日)はトムとジェリーの作品のひとつ。1957年にTops with Popsとしてリメイクされた。
日本においては現在パブリックドメインとなっている。

## スタッフ
- 監督 - ウィリアム・ハンナ　ジョセフ・バーベラ
- 製作 - フレッド・クインビー
- 作画 - ケネス・ミューズ　エド・バージ　レイ・パターソン　アーヴン・スペンス
- 音楽 - スコット・ブラッドリー

## 作品内容
昼寝をしていたスパイクとその息子タイク。スパイクはタイクを目に入れても痛くないほど可愛がっていた。そこへジェリーを追いかけていたトムがジェリーを見つけようと昼寝中のタイクの尻尾を掴んでしまい、スパイクは激怒。「いいか、このどら猫！今度うちの息子に指一本触れたら、八つ裂きにしてやるからな！分かったら帰れ！！」と怒鳴りトムを追い払う。
それを聞いていたジェリーはトムが近付けられないようスパイク親子の側にいることにした。トムはジェリーを思うように捕まえられず、おまけにスパイクに追いかけ回される羽目に。
最終手段でトムは肉を利用してスパイクを物置に閉じ込め、ジェリーを思う存分追い掛け回しバケツの中に閉じ込めてしまうが、ジェリーはこっそり脱出、中身をタイクとすり替えた。しばらくして物置を壁ごと破壊する形で脱出したスパイクは、「息子はどこだ！？もしこのバケツに入っていたら、お前の皮を剥いでやる！！」と脅し、余裕の表情でバケツの中を見せようとするも、口笛がした方向に目を向けると、そこにはバケツに閉じ込められたはずのジェリーがいた。トムは恐る恐るバケツを取ると、その中にタイクがいる事を知り、わけもわからず逃げ惑う。そんなトムを待ち構えていたスパイクはぶちのめし、ボコボコにした。
その夜、スパイクの脅し通り自分の毛皮を身ぐるみはがれた下着姿のトムは、毛皮を取り返そうと眠るスパイク親子の隙を狙っていた。そんな中でジェリーも「DO NOT DISTURB（起こすな）」という札を提げ親子と共に眠るのであった。

## 登場キャラクター
トム
ジェリーを追いかけるうちにタイクの尻尾をつかみ、父のスパイクに「息子に手を出したら酷い目に遭わす」と通告される。やがてスパイクを物置に閉じ込めてジェリーを追いかけバケツに閉じ込めるが、タイクとすり替えられたせいでスパイクにボコボコにされ自身の毛皮を剥がされた。最後は樽を毛皮代わりに着てバットを持ち、スパイク親子と一緒に昼寝していたジェリーを塀の穴から覗いて捕獲機会をうかがった。
ジェリー
トムに捕まりそうになるとスパイク親子のそばに身を寄せ、自身がバケツに閉じ込められてもタイクを自身とすり替えることでトムを酷い目に遭わせる。トムが（タイクをバケツ内に閉じ込めた罰として）スパイクにしばき上げられたのを見届けると、スパイク親子のそばで昼寝した。
スパイク
息子のタイクを溺愛しており、タイクに干渉するトムをその都度しばき上げ「息子のタイクをいじめたら酷い目に遭わす」と通告。トムの一計により物置の中に閉じ込められ、力ずくで脱出するとタイクがバケツに閉じ込められていたのを確認。トムの仕業だと思い込んで捕まえるとボコボコにし、最後はトムの毛皮を剥いで昼寝用マットにした。
なお、タイクを隠した真犯人がジェリーであることに最後まで気づかなかった。
タイク
本作で初登場。父・スパイクと仲良く昼寝するが、トムに追われるジェリーの策略にはまりバケツへ閉じ込められてしまう。父・スパイクがバケツを持ち上げると尻尾を振って応えた。

## その他
本作で「トムとジェリー」のオープニングテーマは初演奏になった。
また、エンドクレジットの「The End」の後に「An MGM Tom and Jerry CARTOON」が表示されたが、「MADE IN HOLLYWOOD, U.S.A.」は演出されなかった。